# Arianne Zucker
Pour les articles homonymes, voir Zucker.
Arianne Zucker est une actrice américaine née à Northridge (Los Angeles), principalement connue pour avoir interprété Nicole Walker, l'épouse de Victor Kiriakis (John Aniston), dans la série américaine Des jours et des vies (Days of Our Lives).

## Biographie
Elle apparait dans une vidéo, tournée en 2005 et diffusée en octobre 2016 par le Washington Post, dans laquelle Donald Trump prononce des paroles obscènes et machistes.

## Filmographie
- 2016 : Un assistant trop parfait (Killer Assistant) (TV) : Suzanne Austin